# 핑장구
핑장구(한국어: 평강구, 중국어: 平江区, 병음: Píngjiāng Qū)는 중화인민공화국 장쑤성 쑤저우시에 존재했던 행정구역이다. 넓이는 22km2이고, 인구는 2007년 기준으로 230,000명이다. 2012년 9월, 구쑤구로 편입되었다.

## 행정 구역
6개 가도를 관할한다.
- 가도: 觀前街道, 平江路街道, 蘇錦街道, 婁門街道, 城北街道, 桃花塢街道.